# Bigfoot und die Hendersons
Bigfoot und die Hendersons (Originaltitel: Harry and the Hendersons) ist eine US-amerikanische Filmkomödie aus dem Jahr 1987 von Regisseur William Dear.

## Handlung
Die Familie Henderson aus Seattle verbringt ihren Urlaub in den Rocky Mountains. Vater George wird auf der Heimfahrt von der Sonne geblendet und fährt ein großes, haariges Wesen mit dem Auto an. Erst bei näherer Betrachtung erkennt die Familie, dass es sich dabei um das legendäre Fabelwesen Bigfoot handelt. Da George für die Entdeckung von Bigfoot Auftritte in Fernsehshows und ein lukratives Geschäft wittert, packen sie kurzerhand das leblose Wesen auf das Autodach und fahren damit zurück in die Stadt. Doch Bigfoot war nur ohnmächtig und wacht in der Nacht in der Garage der Hendersons auf. In der ungewohnten Umgebung findet sich Bigfoot nicht zurecht und verwüstet das Haus der Familie. Er ist entsetzt von den vielen Pelzen und ausgestopften Tier-Trophäen im Haus und begräbt diese im Garten.
Die Familie fürchtet sich zunächst vor Bigfoot, und George, der in einem Jagdgeschäft arbeitet, will das Tier erschießen. Doch schließlich hat er Mitleid und erkennt die menschlichen Züge von Bigfoot, der im Grunde genommen ein harmloser Riese ist. Die Hendersons freunden sich mit Bigfoot an und George gibt ihm den Namen „Harry“.
Versuche, Bigfoot als Haustier zu halten, scheitern, da er einfach nicht für die Welt der Menschen gemacht ist. So beschließen die Hendersons, dass es das Beste für alle ist, Harry wieder in die Wildnis zu bringen. Das Vorhaben wird erschwert durch den Großwildjäger Jacques LaFleur, der Harry dicht auf den Fersen ist. Schließlich gelingt es den Hendersons doch, Harry wieder in seine natürliche Umgebung zu bringen und sogar der Jäger schließt Bigfoot in sein Herz.

## Hintergrund
- Bei dem im Fernsehen gezeigten Film mit Ronald Reagan und einem Affen handelt es sich um Bedtime for Bonzo aus dem Jahr 1951.
- Der während des Abspanns gespielte Titel Love Lives On wird von Joe Cocker gesungen.
- Die Dreharbeiten begannen am 28. Mai 1986 und endeten im September 1986.
- Kinostart in den USA war am 5. Juni 1987, in Deutschland am 17. Dezember 1987.
- Der Film spielte in den Kinos weltweit rund 50 Millionen US-Dollar ein, davon rund 30 Millionen US-Dollar in den USA.[1]
- Zwischen 1991 und 1993 erschien eine gleichnamige US-Fernsehserie als Fernsehableger des Kinofilms mit insgesamt 72 halbstündigen Folgen.

## Kritiken
„Eine amüsante, routiniert inszenierte Komödie mit guten Einfällen, ironischen Anklängen an den amerikanischen Lebensstil und sentimental-kitschigen Passagen, die die Schutzbedürftigkeit der Natur und ökologische Zusammenhänge anspricht, ohne tiefer zu loten“, befand das Lexikon des Internationalen Films. Cinema bezeichnete den Film als „E.T.-Version, die das Alien durch ein gutmütiges Ungeheuer ersetzt, von dem die Familie etwas fürs Leben lernen darf“. Das Fazit lautete: „Kuschelig inszeniert[er]“, „putzig-pelziger Spaß für die ganze Familie“.

## Auszeichnungen
Bei der Oscarverleihung 1988 gewann Maskenbildner Rick Baker in der Kategorie „Bestes Make-up“. In vier Kategorien war der Film für einen Saturn Award 1988 nominiert: Als „Bester Fantasyfilm“, William Dear als „Bester Regisseur“, Melinda Dillon als „Beste Schauspielerin“ und Rick Baker für „Bestes Make-up“. Für einen Young Artist Award 1988 war der Film des Weiteren in drei Kategorien nominiert. 1987 gewann er zudem einen Genesis Award.

## Synchronisation
Die deutsche Synchronfassung erstellte die Berliner Synchron Wenzel Lüdecke GmbH. Dialogbuch und -regie führte Andreas Pollak.
| Rolle                  | Darsteller        | Synchronsprecher       |
| ---------------------- | ----------------- | ---------------------- |
| George Henderson       | John Lithgow      | Christian Brückner     |
| Nancy Henderson        | Melinda Dillon    | Marianne Lutz          |
| Sarah Henderson        | Margaret Langrick | Natascha Rybakowski    |
| Ernie Henderson        | Joshua Rudoy      | Tarek Helmy            |
| Harry (Bigfoot)        | Kevin Peter Hall  |                        |
| Jacques LaFleur        | David Suchet      | Joachim Kerzel         |
| Irene Moffitt          | Lainie Kazan      | Evelyn Gressmann       |
| Dr. Wallace Wrightwood | Don Ameche        | Friedrich Schoenfelder |
| George Henderson Sr.   | M. Emmet Walsh    | Robert Dietl           |
| Jerome                 | Vern Taylor       | Wolfgang Völz          |